# 고지마 노부유키
고지마 노부유키(일본어: 小島 伸幸, 1966년 1월 17일 ~ )는 일본의 은퇴한 축구 선수이다.

## 구단 경력
1988년 일본 사커 리그의 후지타 공업(벨마레 히라쓰카)에 입단했다. 1998년까지 186경기에 출전, 1994년에 천황배 우승을 차지했다. 1999년 아비스파 후쿠오카로 이적했다. 2002년부터 2005년까지 더스파 구사쓰에서 뛰었다. 2005년후 현역 은퇴.

## 국가대표팀 경력
그는 1995년 6월 6일 브라질과의 경기에서 일본 국가대표팀에 데뷔했다. 그는 1996년까지 국제 A매치 통산 4경기에 출전했다. 1996년 AFC 아시안컵, 1998년 FIFA 월드컵에 참가할 국가대표팀에도 발탁되었다.

## 통계
| 일본 | 일본 | 일본 |
| 연도 | 출전 | 득점 |
| ---- | ---- | ---- |
| 1995 | 3    | 0    |
| 1996 | 1    | 0    |
| 통산 | 4    | 0    |